# Rindge
Rindge és una població dels Estats Units a l'estat de Nou Hampshire. Segons el cens del 2000 tenia 5.451 habitants.

## Demografia
Segons el cens del 2000, Rindge tenia 5.451 habitants, 1.502 habitatges, i 1.138 famílies. La densitat de població era de 56,6 habitants per km².
Dels 1.502 habitatges en un 38,3% hi vivien nens de menys de 18 anys, en un 65,4% hi vivien parelles casades, en un 6,6% dones solteres, i en un 24,2% no eren unitats familiars. En el 18,6% dels habitatges hi vivien persones soles el 5,3% de les quals corresponia a persones de 65 anys o més que vivien soles. El nombre mitjà de persones vivint en cada habitatge era de 2,87 i el nombre mitjà de persones que vivien en cada família era de 3,3.
Per edats la població es repartia de la següent manera: un 24,1% tenia menys de 18 anys, un 26,3% entre 18 i 24, un 22% entre 25 i 44, un 19,8% de 45 a 60 i un 7,7% 65 anys o més.
L'edat mediana era de 24 anys. Per cada 100 dones de 18 o més anys hi havia 102,4 homes.
La renda mediana per habitatge era de 50.494 $ i la renda mediana per família de 52.500 $. Els homes tenien una renda mediana de 36.268 $ mentre que les dones 27.204 $. La renda per capita de la població era de 18.495 $. Entorn del 4,3% de les famílies i el 7,6% de la població estaven per davall del llindar de pobresa.